# Front Mission
Front Mission (フロントミッション,Furonto Misshon) é uma série de RPG de táticas em turnos, criada pela Square Co., agora Square Enix. A série foi criada por Toshiro Tsuchida. Começou em 1995 com o lançamento do primeiro jogo, Front Mission.
A principal característica de Front Mission é o uso de mechas gigantes chamados "Wanzers" (do alemão "Wanderung Panzer", que significa tanque que anda) em batalhas. A história da série envolve conflitos militares e tensão políticas entre poderosas nações entre os séculos XXI e XXII.

## Elementos comuns da Série
São os elementos presentes nos jogos que seguem o enredo principal.